# MAX232

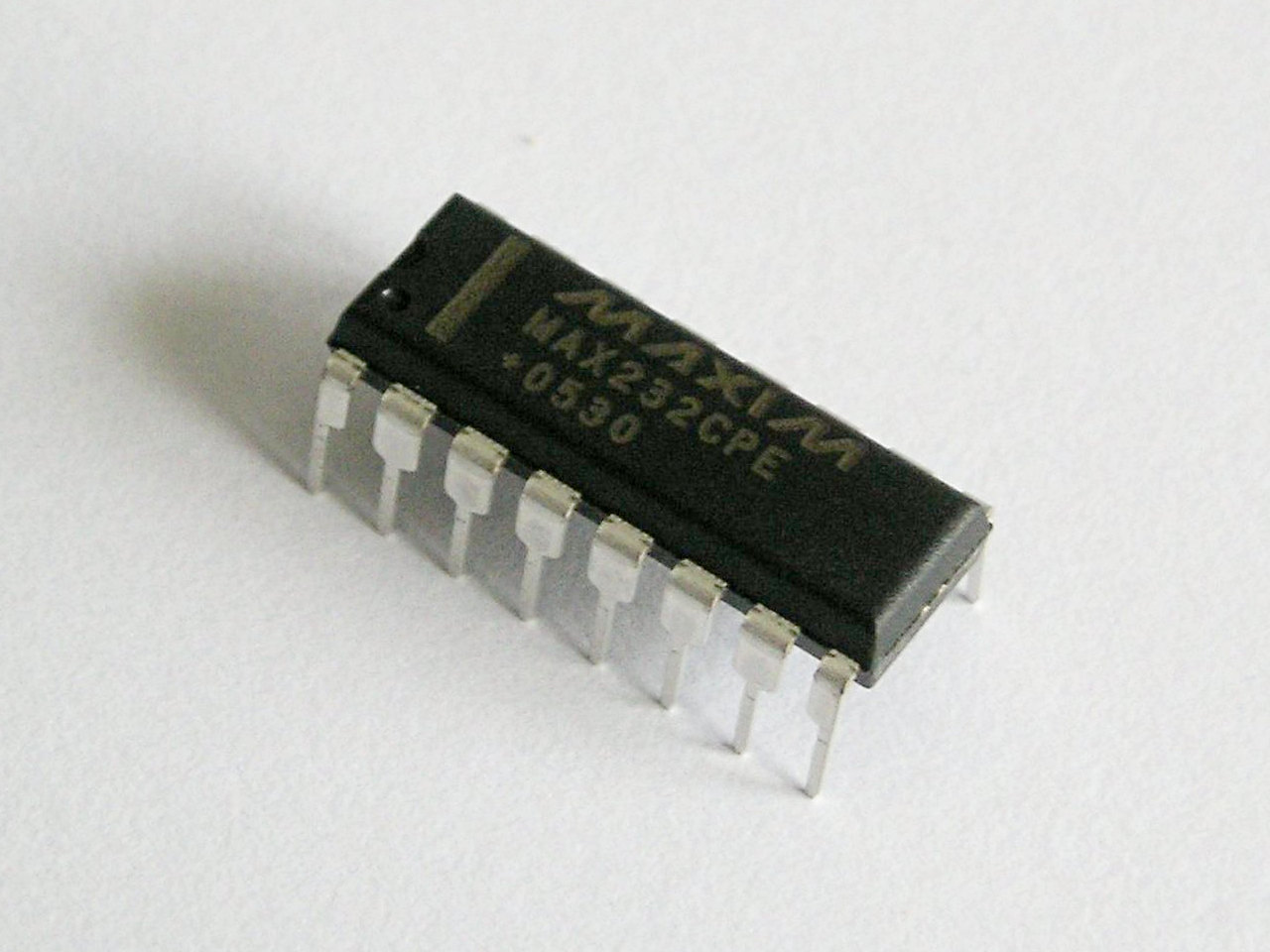
Xip MAX232 en paquet DIP-16

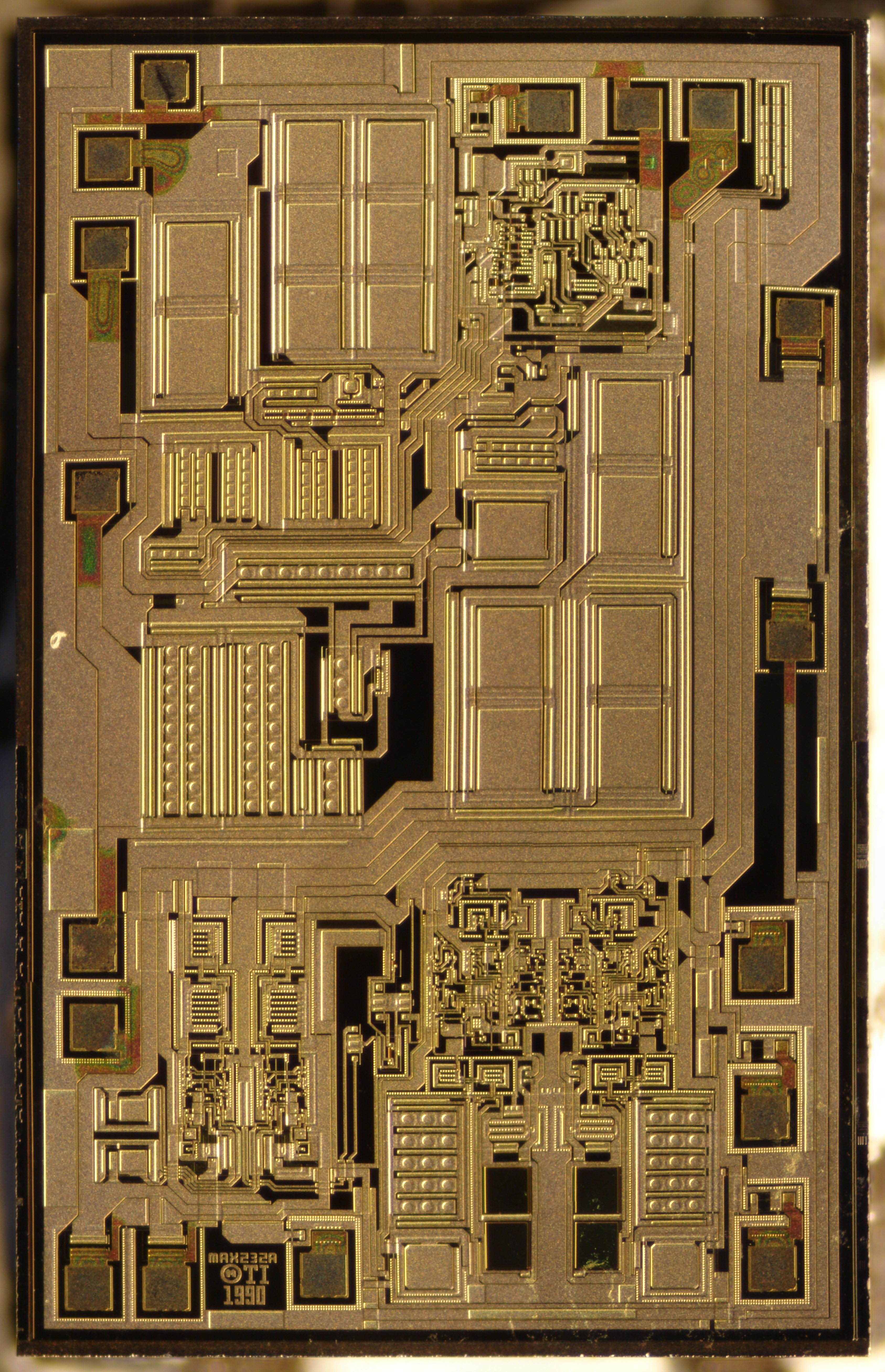
La matriu d'un MAX232

Pinout MAX232: vermell: potència, groc: condensadors de la bomba de càrrega,
Blau: sortides, Verd: entrades,
Pins 9–12: voltatges d'E/S TTL/CMOS

El MAX232 és un circuit integrat de Maxim Integrated Products, ara filial d' Analog Devices, que converteix els senyals d'un port sèrie TIA-232 (RS-232) en senyals adequats per utilitzar-los en circuits lògics digitals compatibles amb TTL. El MAX232 és un transmissor / receptor dual que normalment s'utilitza per convertir els senyals RX, TX, CTS i RTS.
Els controladors proporcionen sortides de nivell de tensió TIA-232 (aproximadament ±7,5 volts) d'un sol subministrament de 5 volts mitjançant bombes de càrrega en xip i condensadors externs . Això fa que sigui útil per implementar TIA-232 en dispositius que d'altra manera no necessiten cap altre voltatge. Els receptors tradueixen les tensions d'entrada TIA-232 (fins a ± 25 volts, tot i que MAX232 admet fins a ± 30 volts) a nivells estàndard de 5 volts TTL. Aquests receptors tenen un llindar típic d'1,3 volts i una histèresi típica de 0,5 volts.
El MAX232 va substituir un parell antic de xips MC1488 i MC1489 que feien una traducció RS-232 similar. El xip del transmissor quàdruple MC1488 requeria una potència de 12 volts i -12 volts, i el xip del receptor quàdruple MC1489 requeria una potència de 5 volts. Els principals desavantatges d'aquesta solució antiga van ser el requisit d'alimentació de ± 12 volts, només suportava lògica digital de 5 volts i dos xips en lloc d'un.

## Història
El MAX232 va ser proposat per Charlie Allen i dissenyat per Dave Bingham. Maxim Integrated Products va anunciar el MAX232 a tot tardar el 1986.

## Versions
El MAX232A posterior és compatible amb el MAX232 original, però pot funcionar a velocitats de transmissió més altes i pot utilitzar condensadors externs més petits. – 0.1 μF en lloc de l'1,0 Condensadors μF utilitzats amb el dispositiu original. Els nous MAX3232 i MAX3232E també són retrocompatibles, però funciona en un rang de tensió més ampli, de 3 a 5,5 V.
Les versions compatibles pin-to-pin d'altres fabricants són ICL232, SP232, ST232, ADM232 i HIN232. Texas Instruments fa xips compatibles, utilitzant MAX232 com a número de peça.

## Nivells de tensió
El MAX232 tradueix una entrada lògica TTL 0 entre +3 i +15 V, i canvia l'entrada lògica TTL 1 a entre -3 i -15 V, i viceversa per convertir de TIA-232 a TTL. (El TIA-232 utilitza voltatges oposats per a les línies de dades i control, vegeu els nivells de tensió RS-232. )
| Tipus de línia i nivell lògic TIA-232         | Tensió TIA-232 | Tensió TTL cap a/des de MAX232 |
| --------------------------------------------- | -------------- | ------------------------------ |
| Transmissió de dades (Rx/Tx) lògica 0         | +3 V a +15 V   | 0 V                            |
| Lògica de transmissió de dades (Rx/Tx) 1      | −3 V a −15 V   | 5 V                            |
| Senyals de control (RTS/CTS/DTR/DSR) lògica 0 | −3 V a −15 V   | 5 V                            |
| Senyals de control (RTS/CTS/DTR/DSR) lògica 1 | +3 V a +15 V   | 0 V                            |

## Aplicacions

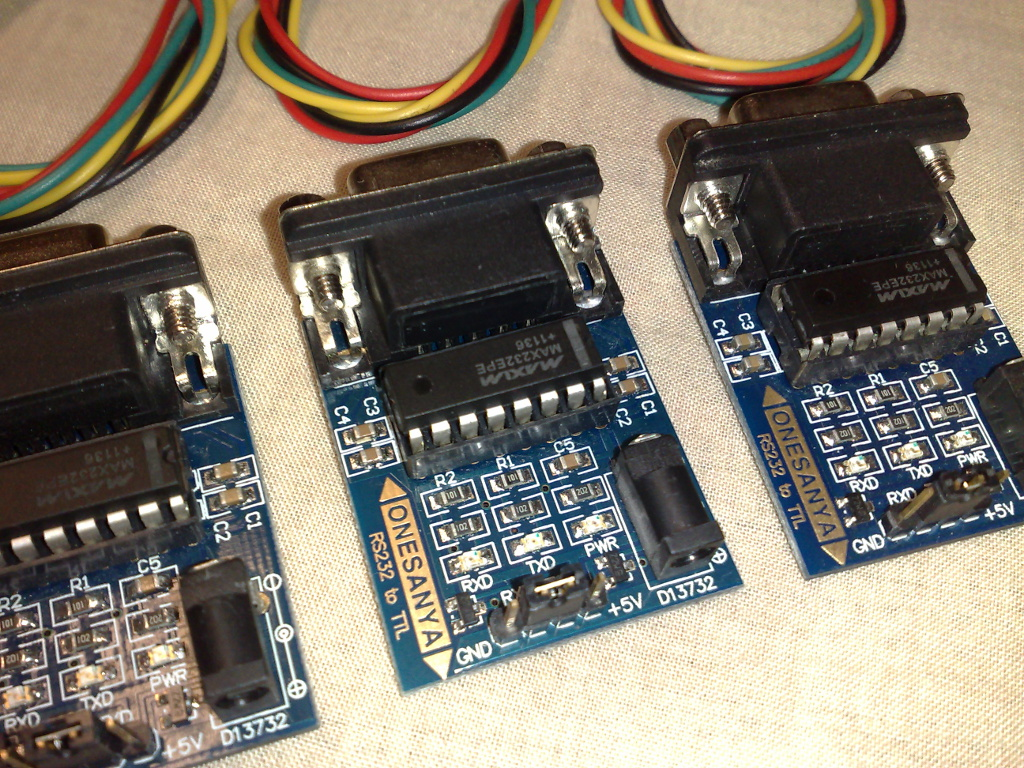
Convertidors TIA-232 a TTL que utilitzen MAX232

El MAX232(A) té dos receptors que converteixen els nivells de tensió RS-232 a TTL i dos controladors que converteixen els nivells de tensió lògica TTL a RS-232. Com a resultat, només dos de tots els senyals RS-232 es poden convertir en cada direcció. Normalment, el primer parell controlador/receptor del MAX232 s'utilitza per a senyals TX i RX, i el segon per a senyals CTS i RTS.
No hi ha prou controladors/receptors al MAX232 per connectar també els senyals DTR, DSR i DCD. Normalment, aquests senyals es poden ometre quan, per exemple, es comuniquen amb la interfície sèrie d'un PC, o quan els cables especials els fan innecessaris. Si el DTE requereix aquests senyals, es pot utilitzar un segon MAX232 o algun altre IC de la família MAX232.

## Derivats
La família MAX232 va ser ampliada posteriorment per Maxim a versions amb quatre transmissors (el MAX234) i una versió amb quatre receptors i quatre transmissors (el MAX248), així com diverses altres combinacions de receptors i transmissors. Una addició notable és el MAX316x que es pot reconfigurar elèctricament entre el diferencial 5 V (RS-422 i RS-485) i RS-232 d'un sol extrem encara que a tensió reduïda.